# Scarnica albonotata
Scarnica albonotata är en fjärilsart som beskrevs av Sergius G. Kiriakoff 1962. Scarnica albonotata ingår i släktet Scarnica och familjen tandspinnare. Inga underarter finns listade.